# 移動局 (電波工学)
移動局（いどうきょく、Mobile Station）とは、電波工学においては、単に移動する無線局のことである。

## 種類
- 船舶局
- 船舶電話
- インマルサット
- 航空機局
- 業務無線局
  - タクシー無線
  - 第三者無線
- 携帯電話・PHS
- コードレス電話の子機
- アマチュア無線（送信出力は50Wまで）
- ほか

## 特徴
- 固定局には電波以外の通信手段があるが、移動局にはごく近距離の通信をおこなうものを除き、電波以外に通信手段がない。そのため、無線局の殆どを移動局が占める。
- 向きが不定であるため無指向性アンテナが用いられることが多い。
- 簡単に無指向性を得るために、偏波は垂直偏波とし、モノポールアンテナ（英語版）を使うことが多い。
- アンテナ形状に様々な制約を受けるため、一般的にアンテナ性能は低い。また、商用電源が使えないことが多いので、送信出力は低いことが多い。そのため、通信エリアが狭く、それを補うため中継技術が発達している。
- 周波数が高くなるほど、移動体は急峻なフェージングを受ける。これは、地形や建物等により定在波が発生するためである。このため伝播損失が大きく変動し通信状態は不安定となる。それを克服するために様々な工夫が行われてきた。たとえば、ダイバーシティ・アンテナは典型的な解決法である。特に近年のデジタル化により、安定性が飛躍的に向上した。
- 移動により、通信相手の局に接近した際は、電界強度が非常に強くなる。逆に遠く離れたときは、極端に弱くなる。つまり、無線機の受信部のダイナミックレンジがかなり大きい必要がある。
- 無線機には耐振動性が要求されることが多い。防水性や防塵性が要求される場合もある。
- 不法な移動局または違法な移動局は、摘発が難しい。そのため、社会問題となっている不法無線局、違法無線局の殆どは移動局である。

## 略称
- MS：携帯電話
- PS：PHS
- OBE：ETC